# Доктор Ху (8. серијал)
Осми серијал британског научнофантастичног програма Доктор Ху је почео 23. августа 2014. епизодом „Дубоки удах”, а завршио се епизодом „Смрт на небесима” 8. новембра исте године. Серијал је званично наручен у мају 2013, а водили су га директор серије и извршни продуцент Стивен Мофат заједно са извршним продуцентом Брајаном Минчином. Ники Вилсон, Питер Бенет и Пол Фрифт су били продуценти. Серијал је осми који се емитовао након оживљавања програма 2005. године, укупно тридесет четврта сезона и први серијал после петог који није подељен на два дела.
Серијал је први у ком Питер Капалди глуми Дванаестог Доктора, ванземаљског Господара времена који путује кроз време и простор у свом ТАРДИС-у који споља изгледа као британска полицијска кутија. Џена Колман се враћа као његова сапутница Клара Освалд. Такође, главну улогу у серијалу игра и Семјуел Андерсон као Кларин дечко Дени Пинк. Главна прича се врти око тајанствене жене по имену Миси (коју глуми Мишел Гомез) која се често виђа како дочекује људе који су умрли током серијала у „Обећаној земљи”, месту које се чини као загробни живот преминулим ликовима. Касније је откривено да је Миси заправо Докторов највећи непријатељ Господар који је сковао план користећи помоћ Киберљуди и кроз обману Докторовог и Клариног односа.
Стивен Мофат је био непосредно укључен у писање седам епизода, али је добио искључиво заслуге за четири епизоде, а за преостале три је био потписан као косценариста. Други сценаристи који су радили на овом серијалу били су Фил Форд, Марк Гетис, Стивен Томпсон, Гарет Робертс, Питер Харнес, Џејми Метисон (који је написао две епизоде) и романописац Френк Котрел-Бојс. Редитељи серијала били су и они који су раније радили са Мофатом на серији и неки потпуно нови. Снимање је почело 6. јануара 2014. и трајало је тачно седам месеци, а завршило се 6. августа.
Премијеру серијала гледало је 9,17 милиона гледалаца, што је био највећи рејтинг за премијеру серијала од прве епизоде Мета Смита у улози Доктора 2010. године. Рејтинзи су остали доследни током серијала, достижући минимум од 6,71 милиона гледалаца са епизодом „Равна линија”, а завршницу серијала гледало је 7,60 милиона гледалаца (150.000 гледалаца више у односу на завршницу претходног серијала). Осми серијал је постао најгледанији серијал икада у САД са просечном публиком од 2,04 милиона гледалаца. Серијал је добио веома позитивне рецензије критичара, који су нарочито похвалили сценарио, режију и глуму и уз бројне појединачне епизоде које су добиле похвале критике.

## Улоге

### Главне
- Питер Капалди као Дванаести Доктор
- Џена Колман као Клара Освалд

### Епизодне
- Семјуел Андерсон као Дени Пинк
- Мишел Гомез као Миси (епизоде 1−2, 6, 9−12)

### Гостујуће
- Мет Смит као Једанаести Доктор (епизода 1)
- Ник Фрост као Деда Мраз (епизода 12)

## Епизоде
Прва епизода серијала „Дубоки удах” траје 76 минута, што ју је у то време чинило другом најдужом епизодом оживљене ере Доктора Хуа од 2005. године, а најдужа је била „Дан Доктора” са трајањем од 77 минута (ову епизоду је на крају претекао специјал „Моћ Доктора” са својим трајањем од 88 минута 2022. године). Као и код претходног серијала, осми серијал се углавном састоји од самосталних епизода. Завршница серијала је била прва прича из два дела после епизода „Побуњеничко месо” / „Скоро људи” из средине 6. серијала 2011. године.
| Бр. еп. (укупно) | Бр. еп. (у сезони) | Наслов                      | Редитељ        | Сценариста                    | Премијера           | Гледаност у Британији (милиони) |
| --- | ------------------ | --------------------------- | -------------- | ----------------------------- | ------------------- | ------------------------------- |
| 105 | 1                  | „Дубоки удах”               | Бен Витли      | Стивен Мофат                  | 23. август 2014.    | 9,17                            |
| У викторијанском Лондону, диносаурус избацује ТАРДИС на обале реке Темзе. Новорегенерисани Дванаести Доктор и Клара Освалд излазе из ТАРДИС-а. Доктор остаје у резиденцији Мадам Вастре, Џени и Стракса док се не опорави. Након спонтаног сагоревања диносауруса, Доктор и Клара преузимају случај смрти диносауруса и сличних недавних људских сагоревања. Доктор и Клара су позвани у ресторан где откривају да је део свемирског брода који се срушио у прошлости и пун је хуманоидних робота. На Кларин захтев, контролни чвор киборга робота, Човек са пола лица, открива да покушава да стигне до „обећане земље” и убио је диносауруса да би је користио за делове свог компјутера. Доктор се супротставља Човеку са пола лица, тврдећи да Човек са пола лица не жели да настави своје постојање због тога колико је пута његово тело замењено. Човек са пола лица пада у смрт са балона на врући ваздух, а остали роботи остају беживотни. Несигурна да ли ће наставити да путује са новим Доктором, Клару је уверио телефонски позив Једанаестог Доктора. У међувремену, Човек са пола лица буди се у обећаној земљи, где га дочекује жена по имену Миси.                                           |                    |                             |                |                               |                     |                                 |
| 106 | 2                  | „Унутар Далека”             | Бен Витли      | Фил Форд и Стивен Мофат       | 30. август 2014.    | 7,29                            |
| Клара позива на пиће колегу наставника у школи и бившег војника Денија Пинка. Доктор доводи Клару на људски побуњенички брод Аристотел да помогну „добром” Далеку Растију, упркос Докторовој тврдњи да се Далеци не могу претворити у добре. Доктор, Клара и тим побуњеника са Аристотела су смањени и послати у Растија. Доктор поправља Растијеву ћелију моћи, али се Далек враћа свом старом начину размишљања и заборавља сећање да је видео лепоту рођења звезде која га је натерала да пожели да уништи остале Далеке. Шаље поруку матичном броду Далека, дајући осталим Далецима локацију побуњеничког брода. Клара буди Растијево сећање да је видео како се звезда рађа. У покушају да покаже Растију лепоту универзума, Доктор повезује свој ум са Растијевим. Расти, међутим, увиђа Докторову мржњу према Далецима и одлучује да истреби сопствену расу. Доктор одбија понуду преживеле војникиње Џурни да путује с њим. |                    |                             |                |                               |                     |                                 |
| 107 | 3                  | „Робот из Шервуда”          | Пол Марфи      | Марк Гетис                    | 6. септембар 2014.  | 7,28                            |
| Доктор и Клара упознају одметника Робина Худа у Шервудској шуми. Доктор побеђује у двобоју против Робина тако што га баци у реку. Робин учествује у стреличарском такмичењу против шерифа од Нотингема. Доктор изазива Робина пре него што разнесе мету. Доктор дозвољава шерифовим роботским витезовима да ухвате њега, Робина и Клару како би он могао да сазна више о шерифовим плановима. Доктор и Клара откривају да шериф покушава да поправи срушени свемирски брод и намерава да поправи струјна кола са сеоским златом, како би могао да заузме свет. Међутим, злата нема довољно да би отишао до орбите, а оштећење мотора уништило би пола Енглеске. Робин побеђује шерифа у двобоју тако што га обори у златну бачву. Пошто је Робинова рука повређена (а Доктор је варао током такмичења у стреличарству), Доктор, Клара и Робин раде заједно да испале златну стрелу са такмичења на брод, који се затим пење у орбиту и детонира, не повређујући никога. Доктор признаје да ће Робин остати упамћен као легенда, а не као човек, и проналази му госпу Маријан пре него што оде. |                    |                             |                |                               |                     |                                 |
| 108 | 4                  | „Слушај”                    | Даглас Мекинон | Стивен Мофат                  | 13. септембар 2014. | 7,01                            |
| После неуспелог састанка са Денијем, Клара се враћа кући и затиче Доктора како је чека. Он тражи створење за које верује да је усавршило своју способност скривања и повезано је са страхом из детињства који свако има, од тога да рука зграби нечију ногу испод кревета. Клара покушава да се врати у своје детињство користећи ТАРДИС-ова телепатска кола, али долази у дом за децу где је Дени, као дечак по имену Руперт, одрастао. Доктор теши Руперта од страха када га нешто испод прекривача уплаши. Након што није успела да се извини Денију на састанку, Клару је позвао путник кроз време Орсон Пинк да се врати у ТАРДИС. Клара је одведена на крај универзума где је Орсонов брод насукан и Доктор покушава да посматра створење које се крије. Када нешто на броду нокаутира Доктора, Клара покреће ТАРДИС-ов одлазак у шталу, где проналази уплакано дете. Скривајући се испод кревета, схвата да је дете Доктор. Када дечак устане, Клара га случајно ухвати за ногу. Она га теши претходним саветом који је Доктор дао Руперту. Орсон се враћа кући, а Клара и Дени се мире. |                    |                             |                |                               |                     |                                 |
| 109 | 5                  | „Временска пљачка”          | Даглас Мекинон | Стивен Томпсон и Стивен Мофат | 20. септембар 2014. | 6,99                            |
| ТАРДИС-ов телефон звони у Кларином стану, а Доктор и Клара се налазе у чудној одаји где пате од губитка памћења заједно са Сајем, хакером са увећаним мозгом, и Сејбром, женом која може да мења облик. Откривају да их је Архитекта регрутовао да опљачкају Банку Карабраксоса. Њих четворо прикупљају алате потребне за пљачку, пре него што сазнају за мистериозног ванземаљца по имену Телер који може да отопи мозак криминалца својим психичким способностима. Сејбра је касније ухваћена од стране Телера и активира атомску дробилицу да се раствори, а Сај је убрзо прати на исти начин. Клара и Доктор добијају приступ трезорима банке да би добили награду за своју пљачку и настављају до приватног трезора, након што пронађу Саја и Сејбру. Дробилице су заправо биле телепортери. Доктор враћа своја изгубљена сећања од Телера, откривајући се као Архитекта, постављен да се поново придружи Телеру са једином другом јединком из његове врсте, након што је директорка банке, мадам Карабраксос, пожалила што је оставила Телерову партнерку у трезору да умре у соларној олуји и позвала ТАРДИС. Телер ослобађа своју партнерку. Доктор одводи двоје ванземаљаца да проживе своје животе. |                    |                             |                |                               |                     |                                 |
| 110 | 6                  | „Домар”                     | Пол Марфи      | Гарет Робертс и Стивен Мофат  | 27. септембар 2014. | 6,82                            |
| Клара покушава да балансира два одвојена живота: један као Докторова сапутница, а други као учитељица у вези са Денијем. Доктор на тајној мисији добија посао као домар у Клариној школи. Пратећи Сковокс Блицера, једну од најсмртоноснијих машина икада створених, он планира да га пресели милијарду година у будућност где ништа друго не може бити повређено. Дени се случајно упетља у Докторову замку, а Сковокс Блицер је послат само 74 сата у будућност. Доктор сазнаје за Денијеву везу са Кларом, а Дени за Кларин двоструки живот. Доктор верује да је Клара направила грешку у вези са војником. Када се Сковокс Блицер поново материјализује раније него што се очекивало, њих троје раде заједно да га преваре да се деактивира. Дени упозорава Клару да је Доктор гура у опасне радње. Дезинтегрисани службеник за подршку заједници буди се у обећаној земљи, такође званој Недерсфера, где га дочекује Мисин помоћник Себ. |                    |                             |                |                               |                     |                                 |
| 111 | 7                  | „Убити Месец”               | Пол Вилмсхерст | Питер Харнес                  | 4. октобар 2014.    | 6,91                            |
| Доктор води Клару и њену ученицу Кортни на путовање. Стижу у 2049. годину на спејс-шатл за Месец са стотину нуклеарних бомби. Примећујући већу гравитацију Месеца и сусрећући се са капетаницом Лундвик, Доктор је испитује, где му је речено да је њен тим у самоубилачкој мисији да разнесе Месец. Изненадна масовна плима угрозила је постојање човечанства. Рудари су пронађени закопани у пауковој мрежи. Доктор на фотографијама рудара примећује да Месец почиње да се распада. Биће налик пауку напада групу. Доктор утврђује да је Месец јаје, са створењем унутра спремним да се излегне. Доктор их напушта, присиљавајући Лундвикову, Клару и Кортни да одлуче о судбини створења. Оне пуштају становништво Земље да одлучи; људи на Земљи гласају за уништење створења. Клара интервенише и зауставља одбројавање бомби, а Доктор их спасава са Месеца. Са Земље посматрају како се створење излеже и љуска се распада, а створење полаже ново јаје као нови Месец. Клара се суочава са Доктором, тврдећи да је ово била и његова одлука. Она напушта Доктора, а Дени је теши. |                    |                             |                |                               |                     |                                 |
| 112 | 8                  | „Мумија у Оријент експресу” | Пол Вилмсхерст | Џејми Метисон                 | 11. октобар 2014.   | 7,11                            |
| Клара се поново придружује Доктору за последње путовање пре него што напусти ТАРДИС и Доктора. Стижу у воз који путује кроз свемир који је направљен по узору на Оријент експрес. Доктор тада открива да је старију жену по имену госпођа Пит недавно убила мумија коју је само она могла да види. Када други путници умру на исти начин, Доктор схвата да је мумија, идентификована као легендарни ентитет по имену Проречена, невидљива за све осим за онога ко ће умрети. Једном када се види, убија своју жртву за тачно шездесет шест секунди. Рачунарски програм воза, Гас, открива Доктору да му је дао задатак да ухвати Проречену. Доктор открива да је у питању мртав војник који се покреће технологијом промене фазе са недовршеним послом. Доктор отпушта војника предајом, а путници у возу су спасени. Доктор користи технологију промене фазе да телепортује путнике у возу на сигурно. Након разговора са Доктором о томе да ли је он заиста хладнокрвног срца или не, Клара одлучује да још није спремна да га напусти и заједно крећу у даље авантуре. |                    |                             |                |                               |                     |                                 |
| 113 | 9                  | „Равна линија”              | Даглас Мекинон | Џејми Метисон                 | 18. октобар 2014.   | 6,71                            |
| Стигавши у Бристол, Доктор и Клара откривају да се ТАРДИС смањио споља. Клара истражује подручје, сусрећући младог уметника графита по имену Ригси, док Доктор остаје у ТАРДИС-у док се не смањи толико да може стајати у руци, теоретишући да нешто испира његове спољне димензије. Доктор каже Клари да је ствар са којом се суочавају ванземаљац из универзума са две димензије који спљошти људе који су нестали у Ригсијевом насељу. Створења, позната као Бескосни, могу да начине дводимензионалне објекте тродимензионалним. Клара, Ригси и људи који раде у друштвеној заједници беже од Бескосних у тунеле. Доктор ствара уређај који може да мења димензије објеката слично као и Бескосни. Доктор укључује режим опсаде да спречи оштећење ТАРДИС-а, али га оставља без довољно снаге да деактивира режим опсаде. Бескосни су такође научили да се праве тродимензионалним и преузимају маске људи које су спљоштили. Клара је навела Ригсија да превари створења да обнове ТАРДИС тако што стави ТАРДИС на другу страну лажних врата која је Ригси осликао. Доктор користи њихову моћ да пошаље Бескосне назад у њихову димензију.                                                               |                    |                             |                |                               |                     |                                 |
| 114 | 10                 | „У ноћној шуми”             | Шери Фолксон   | Френк Котрел-Бојси            | 25. октобар 2014.   | 6,92                            |
| Кларина ученица Мејб куца на ТАРДИС након што је чула од Кларе мисао да пронађе Доктора. Доктор одговара и схвата да је шума израсла широм света. Клара и Дени воде групу ученика у нову шуму након што су преспавали у музеју. Прегрупишу се на Трафалгарском тргу да поврате Мејб. Доктор схвата да је Мејб нестала и он и Клара крећу да је пронађу. Након неког времена налазе Мејб. Нека створења налик бубама разговарају кроз Мејб, говорећи им да су узгајали ову шуму, као и претходне велике шуме. Доктор верује да џиновска соларна бакља коју је Мејб предвидела у својој бележници креће ка Земљи. Враћајући се у ТАРДИС, Доктор нуди могућност за бекство. Клара одбија да остане последња у својој врсти, а Дени одлучује да остане са ученицима. Доктор схвата да је дрвеће израсло да заштити Земљу. Мејб чита поруку коју су припремили други ученици да пошаље поруку свету да не уништава дрвеће. Дени каже Клари да жели да зна истину о њеним путовањима са Доктором и замоли је да прво размисли о томе. Сунчева бакља безопасно пролази и вишак стабала нестаје. |                    |                             |                |                               |                     |                                 |
| 115 | 11                 | „Тамна вода”                | Рејчел Талалеј | Стивен Мофат                  | 1. новембар 2014.   | 7,34                            |
| Док Клара покушава да скупи храброст да исприча Денију о свом животу са Доктором, Дени је убијен. Клара покушава да уцени Доктора да спасе Денија. Доктор је уклања из стања сна које јој је поставио и користи ТАРДИС-ов телепатски интерфејс да пронађе Денија. Доктор и Клара су доведени у Институт 3W, у којем су скелети задржани у плавој течности званој „тамна вода” која скрива егзоскелете који подржавају костуре. У наизлед загробном животу познатом као Нетерсфера, Себ теши Денија због његове смрти. Миси поздравља Доктора и Клару. Научник, доктор Чанг, објашњава да су мртви свесни. У међувремену, Миси буди костуре и резервоари почињу да се цеде. Клара разговара са Денијем, али Дени одбија да јој дозволи да буде са њим у смрти. Открива се да су костури заправо Киберљуди. Миси каже Доктору да се умови умови шаљу на Нетерсферу — „хард-диск” Господара времена — где се осећања бришу и ум преузима у тела Киберљуди. Доктор и Миси излазе и налазе се на степеницама Катедрале Светог Павла. Миси открива да је она заправо Господар. |                    |                             |                |                               |                     |                                 |
| 116 | 12                 | „Смрт на небесима”          | Рејчел Талалеј | Стивен Мофат                  | 8. новембар 2014.   | 7,60                            |
| Киберљуди се детонирају око Британских острва, да би се реинкарнирали и трансформисали мртве у Киберљуде са облацима из којих попут кише пада „Киберполен”. Слични догађаји се дешавају широм света. Дени је један од ових Киберљуди, и он спасава Клару. UNIT доводи Доктора и Миси у авион, где је Доктор проглашен за „председника Земље”. Миси савладава UNIT, убија Осгудову и диже авион у ваздух. Она открива да је Клари дала број телефона ТАРДИС-у. Доктор се поново налази са Кларом и Денијем на гробљу. Дени открива да ће предстојеће падавине све живе људе претворити у Киберљуде. Миси стиже и поклања Доктору контролу над Киберљудима како би доказала да су њих двоје исти. Доктор одбија и даје контролу Денију који наводи друге Киберљуде да експлодирају и зауставе кишу. Миси тврди да се планета Галифреј налази на свом првобитном месту. Доктор прети да ће убити Миси да би спречио Клару да то уради сама. Миси је наизглед дезинтегрисана од стране бригадира Летбриџ-Стјуарта и реанимирана као Киберчовек. Клара и Доктор се опраштају лажима једно од другог: Клара каже Доктору да је Дени враћен из Недерсфере, а Доктор каже Клари да је пронашао Галифреј.                  |                    |                             |                |                               |                     |                                 |

## Глумачка постава
Звезда серије из 2010. године, Мет Смит, најавио је у јуну 2013. да ће напустити серију након божићне епизоде из 2013. године „Време Доктора”. Његова замена је најављена после неколико недеља нагађања у посебном преносу уживо под називом Доктор Ху уживо: Следећи Доктор 4. августа као Питер Капалди који је до тада био најпознатији по улози спин доктора Малколма Такера у хумористичкој BBC серији The Thick of It. Капалди се раније појавио у серији као Цецилије у „Ватрама Помпеје” и као Џон Фробишер у једној епизоди спиноф серије Торчвуд.
У октобру 2013. глумица Нив Мекинтош изјавила је у интервјуу да ће се епизодни ликови Мадам Вастре, Џени Флинт и Стракса (обожаваоцима познати као „Патерностерска банда”) вратити у премијери серијала „Дубоки удах”. Дана 24. фебруара 2014. објављено је да ће се Самјуел Андерсон, глумац из серије Гавин и Стејси, придружити глумачкој екипи као Дени Пинк, наставник и Кларин колега у школи.
Осим повратка Патерностерске банде и одабира Самјуела Андерсона, прва велика гостујућа звезда серије најављена је у марту 2014. године када је откривено да је Кили Хос добила улогу у петој епизоди као лик по имену госпођа Делфокс. Након тога, Том Рајли, Бен Милер, Хермион Норис, Френк Скинер, Foxes, Кристофер Фербанк, Санџив Баскар и Крис Едисон добили су гостујуће улоге. Остале запажене гостујуће звезде су Тони Џеј, Питер Фердинандо, Зејв Ештон, Мајкл Смајли, Пипа Бенет-Ворнер, Џонатан Бејли и Џојвен Вејд.
Џема Редгрејв и Ингрид Оливер поновиле су своје улоге Кејт Стјуарт и Осгудове, последњи пут виђене у специјалу поводом педесете годишњице „Дан Доктора”, у дводелној завршници серијала „Тамна вода” / „Смрт на небесима”. Мишел Гомез је касније добила улогу лика по имену Миси описаног као „Чувар капије Недерсфере” и првобитно је најављено да ће бити представљена у завршници серијала, међутим Гомезова се такође појавила у првој, другој, шестој, деветој и десетој епизоди серијала као део приче која се понавља. У „Тамној води” откривено је да је Миси у ствари Господар, а Гомезова је преузела улогу од Џона Сима.

## Продукција

### Развој
Серијал је званично наручен 20. маја 2013, а водио га је главни сценариста и извршни продуцент Стивен Мофат који се вратио као директор серије из претходног серијала, заједно са извршним продуцентом Брајаном Минчином. На Сан Дијего Комик Кону 2013. Мофат је рекао да, иако је велики део фокуса у том тренутку остао на 50. годишњици и божићним специјалима, развој 8. серијала је у току, наводећи да сценарији за серијал пристижу, као и да он зна радњу и завршетак серијала.
У интервјуу за часопис Доктор Ху, Мофат је упоредио своје почетне планове за Дванаестог Доктора са првом сезоном Тома Бејкера, при чему је Доктор био тежак за сарадњу на почетку, али уз помоћ познатих ликова ће се олакшати транзиција. Мофат је такође прокоментарисао стање у ком Клара мора да се носи са променом Доктора. Мофат је такође навео да ће се, за разлику од ситуације са Колином Бејкером, позивати на претходна појављивања Питера Капалдија у Хуниверзуму, посебно на „Ватре Помпеје” (2008) и Торчвуд (2009). Мофат је изјавио да се сећа да је Расел Т. Дејвис направио план да објасни Капалдијева поновљена појављивања у медијима у вези са Доктором и како је контактирао Дејвиса да потврди да план и даље функционише са Капалдијем који тумачи Дванаестог Доктора.

### Писање
Крис Чибнал, који је написао пет претходних епизода Доктора Хуа и неколико за Торчвуд, у априлу 2013. је назначио да му се обратио Мофат да учествује у осмом серијалу. Каснији успех његове драмске серије Бродчерч довео је до тога да Чибнал изјави да му његов распоред неће дозволити да допринесе овом конкретном серијалу, иако је био вољан да пише за Доктора Хуа у будућности.
Нил Крос, који је написао две епизоде у 7. серијалу, такође је изјавио да жели да напише епизоду за 8. серијал. Крос је потврдио да ће написати најмање једну епизоду за 8. серијал у августу 2013, док су Нил Гејмен, који је допринео једној епизоди у 6. серијалу и још једној у 7. серијалу, као и Френк Котрел-Бојс такође изјавили да развијају сценарије. Међутим, ни један ни други нису у почетку могли да потврде да ли ће то бити за осми или следећи серијал. Дана 4. јула 2014. потврђено је да ће Бојс такође написати једну епизоду. У билтену из 2022. Грант Морисон је открио да су дали идеје за епизоде, укључујући и ново чудовиште, али ниједна није наручена.
Гарет Робертс, који је написао пет претходних епизода Доктора Хуа, вратио се у 8. серијалу.
Дана 7. јануара 2014. објављено је да ће бивши продуценти Питер Бенет (продуцент из 2010. који је такође радио на спиноф серији Торчвуд, као и серији Чаробњаци против ванземаљаца бившег шоуранера Расела Т. Дејвиса) и Ники Вилсон (уредница сценарија и продуценткиња од 2009. до 2010. године) продуцирати нови серијал. Вил Освалд је монтирао епизоде 1, 2, 5 и 6.
Дана 26. марта 2014, објављено је да ће Марк Гетис написати једну или две епизоде за серијал. Одговарајући на питања обожавалаца у Бразилу рекао је да верује да би Џејн Остин требало да се појави у једној епизоди, баш као и други познати аутори који су се раније појавили у серији, као што су Вилијам Шекспир, Чарлс Дикенс и Агата Кристи.
У априлу 2014. најављено је да ће Питер Харнес и Џејми Метисон написати своје сценарије за серијал.

### Промена дизајна
Увођење новог главног глумца донело је још једну промену у уводној шпици. Шпица од 8. серијала подстрекнута је секвенцом коју је направио обожавалац серије, Били Ханшо, илустратор и 3Д аниматор из Лидса, који ју је поставио на YouTube. Ово је на крају привукло пажњу Стивена Мофата који је касније засновао званичну шпицу на Ханшоовом делу.
Као директор првог блока, Бен Витли је био у могућности да направи трајне измене ТАРДИС сета. Витли је натерао кинематографа да промени централну колону из зелене у златну, а уметничко одељење да направи реплику снежне кугле Томија Вестфала из Сент Елсвера коју је Витли ставио у ТАРДИС сет као референцу на теорију да све телевизијске серије постоје у заједничкој стварност из снова.

### Музика
Мареј Голд је компоновао музику за овај серијал уз оркестар Бена Фостера.

### Снимање
У августу 2013, глумица Џена Колман је првобитно објавила да је снимање планирано за јануар 2014. након емитовања првог појављивања Питера Капалдија у божићном специјалу који ће садржати Докторову регенерацију. Крајем 2013. године, објављена су различита редитељска именовања за нови серијал, са укупно шест епизода које су првобитно додељене. У октобру, прве две епизоде серијала додељене су Бену Витлију, а продукција је требало да почне у децембру 2013. године. У новембру и децембру, по две додатне епизоде су додељене Полу Марфију и Дагласу Мекинону. Прво читање сценарија одржану је 17. децембра 2013. године.
Снимање је почело 6. јануара 2014. у Кардифу са Питером Капалдијем и Џеном Колман који су снимили своје прве сцене за осми серијал 7. јануара 2014. године. Дана 22. фебруара 2014. објављено је да ће Пол Вилмсхерст такође режирати једну епизоду. Дана 11. маја 2014 објављено је да ће се епизода коју је режирао Вилмсхерст и написао Харнес снимати на Ланзаротеу, што је други пут да је Доктор Ху снимао тамо након серијала Планета ватре из 1984. године.  Снимање се одвијало у Вулкану дел Куерву, познатом и као Гавранов вулкан. Дана 14. маја 2014. објављено је да ће америчка редитељка Рејчел Талалеј режирати две епизоде осмог серијала. Завршница серијала је 2. јула 2014. снимљена на гробљу у Ланелију, где су такође снимљене последње сцене завршнице средине седмог серијала, „Анђели заузимају Менхетн”. Дана 4. јула 2014. објављено је да ће Шери Фолксон режирати једну епизоду. Дана 19. јула 2014. сцене са Киберљудима снимљене су испред Катедрале Светог Павла у Лондону, која је раније била место одвијања серијала Најезда из 1968. године. Снимање серијала је завршено 6. августа 2014. године.

## Издања

### Промоција
је 10. јуна 2014. најавио да ће се „Светска турнеја” ради промоције 8. серијала одржати од 7. до 19. августа 2014. и да ће на њој наступити Питер Капалди, Џена Колман и Стивен Мофат. Они су за 12 дана посетили седам градова на пет континената где су присуствовали догађајима са обожаваоцима и интервјуима за медије. Одредишта су била Кардиф, Лондон, Сеул, Сиднеј, Њујорк, Мексико Сити и Рио де Жанеиро. Дана 13. јула 2014. први трејлер је емитован на каналу BBC One током полувремена финалне утакмице ФИФА Светског првенства 2014.
Уочи почетка серијала, 23. маја, 27. јуна, 4. јула и 27. јула 2014. објављена су четири трејлера. Дана 7. августа 2014. интервју са Питером Капалдијем је приказан на каналу BBC News са исечцима из друге епизоде. Почевши од 18. августа, BBC је објавио низ од шест кратких тизера који су одбројавали до премијере серијала.

### Цурење епизода
Дана 6. јула 2014. године, сценарији и грубе верзије „претпремијера” првих пет епизода серијала нехотице су процурели на интернет из седишта BBC Worldwide-а у Латинској Америци. Сценарији који су процурели одмах су објављени на интернету што је изазвало широку покривеност у медијима. У саопштењу, BBC Worldwide је замолио људе који имају приступ процурелом материјалу да приче у пет епизода задрже у тајности.
Дана 12. јула, црно-бели „сценарио пре емитовања” са воденим жигом епизоде „Дубоки удах” је постављен на The Pirate Bay. Снимак је груби рез прве епизоде 8. серијала без много визуелних ефеката, али иначе углавном комплетан. Цурење снимка је такође било нашироко пропраћено у медијима, али је BBC потврдио да је цурење из истог извора као и сценарио и да је задржано. Упркос чињеници да је почетна варијанта епизоде „Унутар Далека” садржала грешку која је спречавала преузимање, функционална варијанта се нашла на интернету до друге недеље августа 2014. године.
„Робот из Шервуда” је накнадно процурео у трећој недељи августа уз страх да ће груби резови наредне три епизоде који су такође били укључени у откривену датотеку такође бити доступни путем сајтова за размену датотека. Епизоде „Слушај” и „Временска пљачка” су такође процуреле касније.

### Кућна издања
Уводна епизода серијала „Дубоки удах” објављена је самостално на DVD и Blu-ray форматима 15. септембра 2014. у Региону 2, 9. септембра 2014. у Региону 1 и 10. септембра 2014. у Региону 4.  и Blu-ray сет од 5 дискова, који садржи свих 12 епизода, објављен је 24. новембра 2014. у Региону 2, 19. новембра у Региону 4 и 9. децембра 2014. у Региону 1.  издање „Тамне воде” и „Дубоког удаха” добило је 3D Blu-ray издање 22. септембра 2015. у Региону 1.

## Пријем
Реакције критичара на 8. серијал биле су веома позитивне, а неки критичари су га означили као повратак у форму и једну од најјачих сезона Доктора Хуа. На веб-сајту Rotten Tomatoes, серијал има рејтинг одобравања од 88%, на основу 26 рецензија и просечну оцену од 8,17/10, са консензусом критичара веб-сајта који наводи да: „Као и кад ТАРДИС пада доле у налету узбуђења, Питер Капалди додаје ревитализујући налет смелости и хумора у временом проверену формулу Доктора Хуа.” Metacritic је дао серијалу пондерисану просечну оцену од 80/100 што означава „генерално повољне критике”. Ијан Џејн са сајта DVD Talk дао је серијалу оцену 4,5 од 5, називајући га побољшањем у односу на године Мета Смита, хвалећи Капалдијеву изведбу као „[удах] новог живота у серију”, развој Клариног лика и писање, и открио да мане серијала не засењавају његов укупан квалитет. Многи критичари су позитивно хвалили поновни фокус серије на развој ликова и мрачнији тон прича, ипак Radio Times је известио да је последњи елемент изазвао одређени степен контроверзе након што је добио критику од родитеља мале деце.
Критички пријем појединачних епизода био је претежно позитиван, а „Слушај” и „Тамна вода” су добиле похвале рецензената након што су их многи критичари навели као могуће класике и неке од најбољих епизода Доктора Хуа. „Дубоки удах”, „Унутар Далека”, „Временска пљачка”, „Домар”, „Равна линија” и „Смрт на небесима” су такође добили претежно позитивне рецензије критичара. Критичари за епизоду „Убити Месец” су били подељени након емитовања – неки су је хвалили као класик који се поклапа са епизодом „Слушај“ док су други сматрали да је слаба или лоше написан епизода. Ден Мартин, пишући за The Guardian, критиковао је „Мумију у Оријент експресу” упркос томе што су други критичари дали позитивне рецензије овој епизоди — његов фокус је био на приказивању „сексуалне напетости” између Доктора и Кларе која је била у супротности са ставовима глумачке екипе серијала која је раније изјавила да неће бити флертовања између њих двоје.